# Червонец эол
Червонец эол (лат. Lycaena aeolus) — дневная бабочка из семейства голубянок.

## Этимология латинского названия
Эол — персонаж древнегреческой мифологии, сын Посейдона и Арны.

## Ареал
Афганистан, Таджикистан (Ишкашим), Узбекистан (Туркестанский хребет), западный Памир.
Населяет высокогорные (3000—3300 м н.у.м.) щебнистые и мелкоземистые склоны в зоне разнотравных лугостепей.

## Биология
Образ жизни вида недостаточно изучен. Время лёта бабочек — в июле-августе. Время вылета неравномерно по годам.

## Охрана
Вид включён в Красную книгу Узбекистана. Охраняется в Зааминском национальном парке. Численность на территории Узбекистана составляет 10—20 особей за сезон, в некоторые годы встречаются единичные особи.